# Пирея
Пирея (на гръцки: Πειραίας, Пиреас) е град в Централна Гърция, административен център на едноименния ном в областта Атика.
Разположен е на брега на Бяло море, на 8 km югозападно от центъра на столицата Атина. Населението му е около 168 151 души (2021). Името „Пирея“ може би значи „мястото оттатък пътя“.

## Известни личности
Родени в Пирея
- Василиос Капсамбелис (1864 – 1912), военен и андартски деец
- Птолемеос Сариянис (1882 – 1958), военен, политик и андарт

Починали в Пирея
- Тео Ангелопулос (1935 – 2012), режисьор

## Побратимени градове
- Архангелск, Русия
- Варна, България
- Вилнюс, Литва
- Галац, Румъния (1985)
- Одеса, Украйна
- Санкт Петербург, Русия